# Josef Mojžíš (kněz)
Josef Mojžíš (16. července 1908, Náchod – 19. dubna 1996, Stárkov) byl předseda královéhradeckého okrsku a farář Církve československé husitské.

## Život
Narodil se jako nejstarší ze tří dětí v rodině obuvníka Josefa Mojžíše a jeho ženy Anny.

### 1. republika
Josef Mojžíš do Církve československé husitské vstoupil 16. února 1921. Po absolvování Státního reálného gymnázia v Náchodě, kde mezi jeho spolužáky patřil i pozdější přední představitel české psychologické prózy Egon Hostovský, se s přispěním faráře Církve československé husitské V. Hájka staršího stal v roce 1927 posluchačem HČEFB v Praze. Po absolvování první odborné zkoušky bohoslovecké byl 30. června 1929 v Praze-Dejvicích vysvěcen patriarchou Gustavem Adolfem Procházkou na kněze. Krátce nato byl ustanoven pomocným duchovním v Čáslavi, kde působil od 1. srpna 1929 do 31. července 1930. Během této služby po dobu tří měsíců zastupoval duchovního správce v Městci Králové, kde se uvolnilo místo faráře.
Bohoslovecká studia dokončil Josef Mojžíš externě až v roce 1933 na Vysoké škole bohovědné. V srpnu 1930 byl přeložen do Žamberka, kde působil do srpna 1933. V bráně Orlických hor se vedle duchovenské služby a pastýřské péče o téměř 1700 věřících věnoval i mimocírkevním aktivitám. Patřil kupříkladu k iniciátorům a hlavním organizátorům výstavy bratrských památek v Žamberku, na které bylo v první polovině 30. let vystaveno na stovky historicky vzácných písemností a exponátů. Dne 6. dubna 1931 uzavřel v Čáslavi sňatek s Ludmilou Johanidesovou. V manželství se 11. června 1932 narodila dcera Vlasta. Po tříletém působení byl v srpnu 1933 přeložen do Vamberka. V rozsáhlé náboženské obci Církve československé husitské, z níž se později vytvořily tři samostatné obce (Vamberk, Rychnov nad Kněžnou a Kostelec nad Orlicí), sloužil jako pomocný duchovní a od roku 1935 jako farář až do svého zatčení v roce 1942.

### Protinacistický odboj
Bezprostředně po okupaci zbytku českých zemí v březnu 1939 začal organizovat v čele sociálního odboru pomoc rodinám zatčených. Hned v počátcích bylo z darů věřících podporováno přes 10 rodin zatčených politických vězňů. V létě 1939 navštívil Josefa Mojžíše ve Vamberku bývalý velitel praporu Stráže obrany státu v Rychnově nad Kněžnou major František Kynych a přizval ho coby faráře a důstojníka k zapojení do domácího odboje v Obraně národa. Kněz a vlastenec Josef Mojžíš nezaváhal a začal se ve větších městech rychnovského okresu podílet na organizaci vojenských skupin. Po dokončení sítě místních buněk, jejichž kostra zůstala neporušena až do května 1945, se Mojžíš začal ve Vamberku zaměřovat na opatřování úkrytů, osobních dokladů a pracovních míst stíhaným osobám.
K zatčení Josefa Mojžíše došlo v souvislosti s vyšetřováním majora Josefa Matohlíny, který zajišťoval materiální vybavení pro Obranu národa v oblasti severovýchodních Čech a organizoval její operační akce. Major Matohlína byl na gestapu po svém druhém zatčení vystaven krutým výslechům a uvedl jména některých odbojových pracovníků včetně Josefa Mojžíše, se kterým se předtím ve Vamberku dvakrát osobně sešel. Farář Mojžíš byl tedy v poledních hodinách 5. února 1942 zatčen a odvezen do Hradce Králové. Během vyšetřování byl při konfrontaci usvědčen majorem Josefem Matohlínou. Jeho velitel se mu vzápětí přímo před komisaři gestapa za tento akt omluvil. Sám Josef Mojžíš neprozradil nikoho ze svých dalších spolupracovníků. Navíc se mu podařilo tajně upozornit svého velitele majora Jana Zeleného, jemuž hrozilo zatčení.
Čtyřměsíční vyšetřování, během něhož byl držen v samovazbě, bylo ukončeno 29. května 1942. Následujícího dne ráno byl farář transportován do Malé pevnosti v Terezíně. Ač vězeň, nezapomínal ani v Terezíně na pastorační rozměr své kněžské služby.
Na konci dubna 1943 Vrchní zemský soud v Litoměřicích odsoudil Josefa Mojžíše k sedmi letům káznice, na stejnou dobu mu byla odňata občanská práva.
K odpykání trestu byl farář převezen do káznice Griebo nedaleko Wittenbergu. Jak po válce vzpomínal, začal u lopaty a skončil u lopaty. Mezitím pracoval jako topič na lokomotivě, v muniční továrně na výrobu pancéřových pěstí a palubních leteckých zbraní.
Na podzim 1944 byl Josef Mojžíš přidělen ke stavebnímu komandu, které budovalo v lesích kolem Desavy podzemní bunkry na uschování a dokončení montáží leteckých motorů. Pomalu se blížil 24. duben 1945, kdy byla káznice otevřena a ponechána svému osudu. Vzápětí dorazili vojáci Rudé armády, která ovšem neměla organizovanou repatriační službu, takže se Josef Mojžíš vydal na 400 kilometrů dlouhou cestu pěšky domů. Při přechodu Krkonoš pronesl s dalšími spoluvězni společnou modlitbu díků.

### Po roce 1945
Po rekonvalescenci se znovu ujal duchovní správy ve Vamberku. Jako vzdělavatel Sokola navázal na své prvorepublikové působení v této tělovýchovné organizaci,
Bratr farář Josef Mojžíš ve Vamberku byl významným exponentem Československé strany národně socialistické, po léta vedl dramatický odbor, pro který zrežíroval několik divadelních představení. Z pozice předního regionálního odbojového pracovníka a bývalého politického vězně byl v lednu 1946 jmenován předsedou trestní nalézací komise při Okresním národním výboru v Rychnově nad Kněžnou.
V r. 1950 byl jmenován předsedou královéhradeckého okrsku Církve československé husitské. Zároveň však byl ve Vamberku představiteli komunistického režimu považován za personu non grata. V září 1950 byl tedy po vůli státních orgánů přeložen do Studnice.
Po dalších devíti letech se situace opakovala a Josef Mojžíš byl od října 1959 ustanoven do Rtyně v Podkrkonoší. Farář byl v očích dozorujících orgánů státní správy stále viděn jako nedůvěryhodná osoba. Jeho postoje a kritické názory směřující k vedení církve byly monitorovány StB, jeho činnost byla usměrňována prostřednictvím agenturní sítě.
V srpnu 1986 odešel po 57 letech duchovenské služby do trvalého důchodu. Poslední etapu svého pozemského života prožil v domově důchodců ve Stárkově. Zemřel 19. dubna 1996. Poslední rozloučení se zesnulým se konalo 26. dubna 1996 v Husově sboru v Hronově. Jeho ostatky jsou uloženy společně s manželčinými v Hronově v kolumbáriu hronovského Husova sboru.